# Amund Grøndahl Jansen

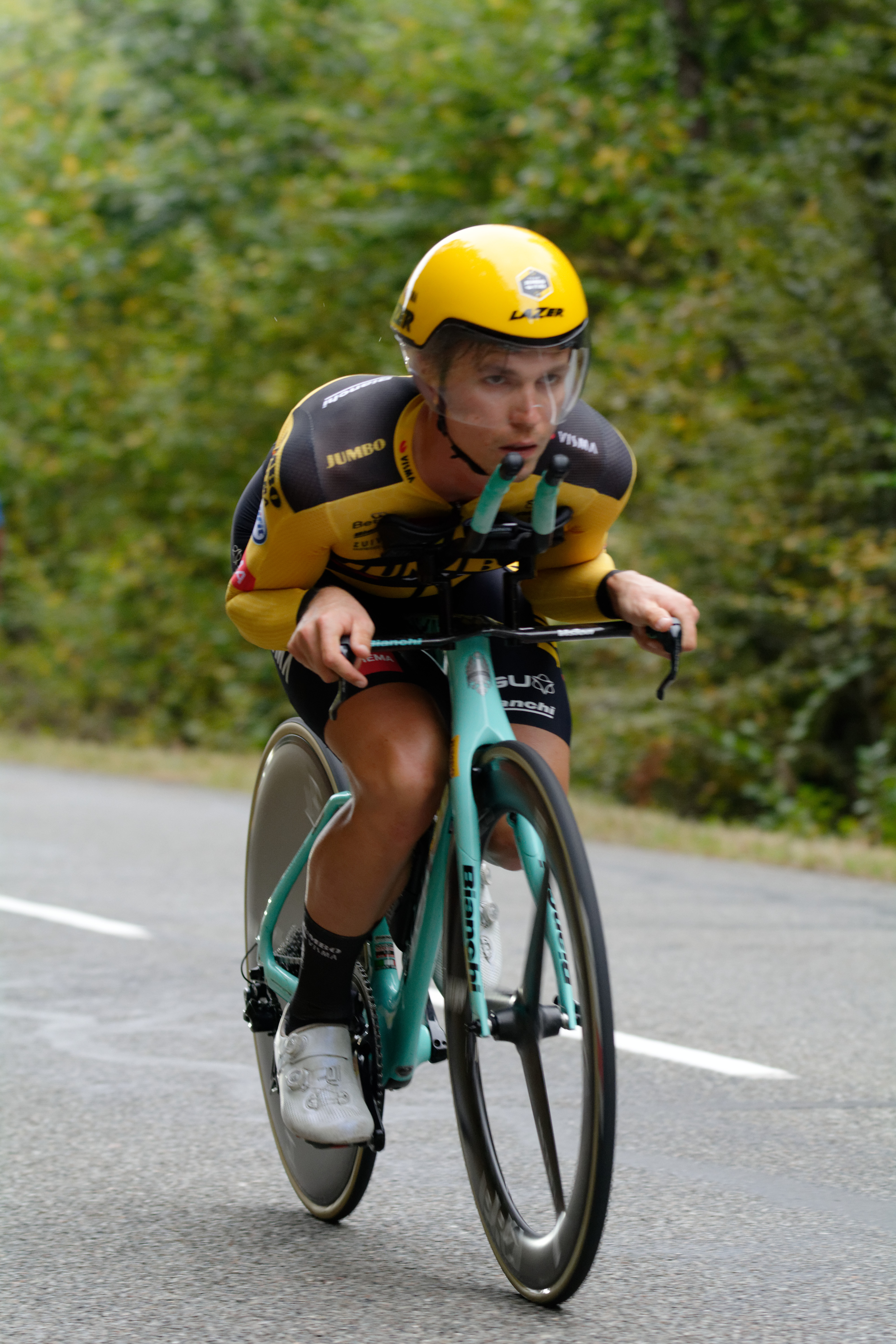
Amund Grøndahl Jansen bei der 20. Etappe der Tour de France 2020

Amund Grøndahl Jansen (* 11. Februar 1994 in Nes) ist ein norwegischer Radrennfahrer

## Karriere
Jansen konnte seinen ersten Erfolg 2011 mit einem Etappensieg bei der 4. Etappe der Internationalen Niedersachsen-Rundfahrt der Junioren feiern.
2013 schloss sich Jansen dem Team Plussbank an. 2014 verblieb Jansen beim Team Sparebanken Sør und gewann die Bergwertung der Tour of Norway.
2015 wechselte Jansen zum Team Joker und 2016 verblieb Jansen beim Team Joker – Byggtorget. Jansen gewann 2016 die 1. Etappe und Gesamtwertung der ZLM Tour, die 2. Etappe, die Nachwuchs-, Berg- und Gesamtwertung der Tour de Gironde, das U-23-Straßenrennen bei den Norwegischen Straßen-Radmeisterschaften und eine Etappe der Tour de l’Avenir.
2017 wechselte Jansen zum Team Lotto NL-Jumbo und 2018 verblieb Jansen bei dem Team. Mit der Tour de France 2018 bestritt er seine erste Rundfahrt über drei Wochen.
2019 gewann Jansen die norwegische Meisterschaft im Straßenrennen sowie eine Etappe der Ster ZLM Toer. Mit seiner Mannschaft Jumbo-Visma siegte bei der Gesamtwertung und beim Hammer Climb Hammer Stavanger sowie das Mannschaftszeitfahren der Tour de France 2019. Im Jahr 2020 bestritt er die Tour de France als Helfer von Primož Roglič, der das Gelbe Trikot einen Tag vor dem Ende der Rundfahrt abgeben musste.
Mit der Saison 2021 ging Grøndahl Jansen für das australische UCI WorldTeam BikeExchange an den Start, ehe er nach vier Jahren zum norwegischen UCI ProTeam Uno-X Mobility wechselte.

## Erfolge
2011
- eine Etappe Internationalen Niedersachsen-Rundfahrt der Junioren

2014
- Bergwertung Tour of Norway

2016
- Gesamtwertung und eine Etappe ZLM Tour
- Gesamtwertung, eine Etappe, Bergwertung und Nachwuchswertung Tour de Gironde
- Norwegischer Meister – Straßenrennen (U-23)
- eine Etappe Tour de l’Avenir

2019
- Gesamtwertung und Hammer Climb Hammer Stavanger
- eine Etappe Ster ZLM Toer
- Norwegischer Meister – Straßenrennen
- Mannschaftszeitfahren Tour de France

## Grand-Tour-Platzierungen
| Grand Tour            | 2018 | 2019 | 2020 | 2021 | 2022 | 2023 | 2024 |
| --------------------- | ---- | ---- | ---- | ---- | ---- | ---- | ---- |
| Giro d’ItaliaGiro     | –    | –    | –    | –    | –    | –    | –    |
| Tour de FranceTour    | 139  | 140  | 128  | DNF  | 132  | –    | –    |
| Vuelta a EspañaVuelta | –    | –    | –    | –    | –    | –    | –    |